# Vuelo 420 de Propair
El vuelo 420 de Propair (PRO420) fue un vuelo de pasajeros doméstico programado desde Dorval, Quebec a Peterborough, Ontario. El vuelo fue realizado por Propair, una aerolínea chárter con sede en Rouyn-Noranda, Quebec, utilizando un Fairchild Metroliner SA226. El 18 de junio de 1998, la aeronave sufrió un incendio en vuelo poco después del despegue de Dorval y la tripulación decidió realizar un aterrizaje de emergencia en el aeropuerto internacional de Montreal-Mirabel. El intenso calor del fuego provocó una falla estructural en el ala izquierda durante el aterrizaje y la aeronave se estrelló, matando a los 11 pasajeros y tripulantes a bordo.
La investigación realizada por la Junta Canadiense de Seguridad en el Transporte reveló que los frenos izquierdos del vuelo 420 se sobrecalentaron durante el despegue, provocando un incendio dentro del hueco de la rueda que destruyó los sistemas de alerta, por lo que la tripulación desconocía la gravedad del incendio, que posteriormente rompió las tuberías hidráulicas y se extendió al ala izquierda.
Después del accidente, la TSB canadiense emitió varias recomendaciones, una de las cuales fue una recomendación a la FAA con respecto al manual de entrenamiento y vuelo de la tripulación, y otra fue una recomendación para instalar un sistema de advertencia de sobrecalentamiento dentro de los huecos de las ruedas de cada Metroliner antes de que los sistemas de alerta de accidentes no fueran necesarios en tales aeronaves.

## Accidente
El vuelo 420 de Propair despegó del aeropuerto Dorval (ahora aeropuerto Internacional de Montreal–Pierre Elliott Trudeau) a las 07:01 EDT con 9 pasajeros y 2 miembros de la tripulación. El vuelo fue fletado por General Electric para transportar personal a una instalación de GE en Peterborough, Ontario. En ese momento había niebla con vientos ligeros que soplaban desde el lado derecho de la aeronave. El vuelo 420 fue autorizado a 16.000 pies.: 1 
A las 07:13, la tripulación del vuelo 420 informó a la torre que había una disminución de la presión hidráulica y solicitó regresar al aeropuerto. La torre del aeropuerto Dorval aprobó la solicitud del vuelo 420 de regresar y les ordenó descender a 8,000 pies (2,400 m) y dar un giro de 180 grados. En ese momento no había indicios de que el vuelo estuviera en peligro.: 1 
Aproximadamente 30 segundos después de la solicitud de regreso del Vuelo 420, comenzaron a ocurrir problemas de control. La aeronave se volvió más difícil de controlar y un indicador de advertencia mostró que se estaba desarrollando un problema en el motor. 40 segundos después, se encendió el sistema de advertencia de sobrecalentamiento del ala. Antes de que la tripulación hubiera realizado la lista de verificación para manejar una emergencia de este tipo, la luz de advertencia se apagó. Cinco minutos después, el motor izquierdo parecía estar en llamas. Posteriormente, la tripulación apagó el motor.
La aeronave apenas podía ser controlada por la tripulación; se necesitaba una entrada anormal del alerón derecho para mantener la aeronave en rumbo. Control de Dorval sugirió entonces que la tripulación se desvíe al aeropuerto Internacional de Montreal-Mirabel. La tripulación estuvo de acuerdo. El fuego se intensificó y la tripulación pudo ver que salía fuego de la góndola del motor. Luego, la tripulación realizó una lista de verificación de emergencia y configuró la aeronave para el aterrizaje.
A las 07:23, la tripulación declaró que el fuego en el ala izquierda se había extinguido. Sin embargo, menos de cuatro minutos después, anunciaron que el fuego había comenzado de nuevo. El avión se volvió más difícil de controlar e incluso comenzó a rodar. La tripulación estableció el ajuste máximo de los alerones. Si bien el vuelo 420 se quedó corto en la final, se desplegó el tren de aterrizaje.
Cuando el vuelo 420 estaba cerca del umbral de la pista, el ala izquierda gravemente dañada falló. Luego, el avión giró 90 grados a la izquierda: el combustible se derramó del avión y se encendió. La aeronave giró en espiral y se estrelló, y se detuvo en el lado izquierdo de la pista 24L. Los 2 miembros de la tripulación y los 9 pasajeros a bordo murieron. 2 pasajeros sobrevivieron inicialmente al accidente, pero finalmente murieron a causa de sus heridas.

## Pasajeros y tripulación
El vuelo fue fletado por General Electric para transportar a sus trabajadores a las instalaciones de la compañía en Lachine, Quebec y Peterborough, Ontario. El vuelo 420 llevaba 9 pasajeros (inicialmente se reportaron 10). Todos ellos eran ingenieros, trabajando en equipo en el diseño de turbinas hidroeléctricas. Todos ellos eran pasajeros habituales.
En una conferencia de prensa, el presidente de Propair, Jean Pronovost, afirmó que ambos pilotos eran «muy profesionales».
El piloto del vuelo fue identificado como el capitán Jean Provencher, de 35 años. Comenzó su carrera de piloto como primer oficial en el tipo de noviembre de 1986 a mayo de 1996. Se desempeñó como capitán en tipos de aeronaves similares para varias compañías aéreas. En mayo de 1996, Propair lo contrató como piloto en jefe de la compañía. Había acumulado un total de horas de vuelo de 6.515 horas, de las cuales 4.200 estaban en el tipo.
El primer oficial fue identificado como Walter Stricker, de 35 años. Stricker comenzó su carrera de piloto en junio de 1995. En marzo de 1998, Propair lo contrató como primer oficial. Obtuvo su aval de primer oficial el 9 de mayo y comenzó su fase de entrenamiento y verificación de línea el 13 de mayo. Había acumulado un total de horas de vuelo de 2.730 horas, de las cuales 93 eran en ese avión.

## Dramatización
Este accidente fue presentado en un episodio de la vigesimoprimera temporada de la serie Mayday: Catástrofes aéreas, titulado «Desperfectos inesperados» en Hispanoamérica y «A segundos desde el aterrizaje» en España.